# Eliana Printes
Eliana Printes (nascida em Manaus) é uma cantora e compositora brasileira.

## Biografia
Com seu CD de estreia Eliana Printes recebeu uma indicação ao Prêmio Sharp de música (atual Prêmio da Música Brasileira) na categoria "MPB revelação".
Leva em sua história discográfica oito CDs de carreira, duas coletâneas (O melhor de Eliana Printes e Coleções). Várias compilações no Brasil e no exterior, dentre elas o CD Divas Cantam Jobim (2007) pela Som Livre de Portugal. Também, em 2007 fez uma participação no documentário Nokia Music Recommenders Film do cineasta alemão Wim Wenders.[carece de fontes?]
Em 1994, viajou ao Rio de Janeiro e gravou seu primeiro CD intitulado "Eliana Printes". Em 1996, foi contratada pela gravadora Indie Records e a partir daí gravou seus outros cinco CDs atualmente distribuídos pela gravadora Indie/Universal Music.
Em 2011 a cantora participou de duas importantes apresentações fora do Brasil e teve um novo marco em sua carreira, tendo uma gravação incluída no filme Qualquer Gato Vira-Lata.[carece de fontes?] Participou do espetáculo Brasilianische Nacht ("Noite brasileira") em Potsdam, Alemanha, com a Orquestra Sinfônica Collegium Musicum da mesma cidade, mesclando a música brasileira à tradição da música clássica, resultando em trabalho inovador, com regência do maestro Knut Andreas.[carece de fontes?]
No mesmo ano, a canção Só vou gostar de quem gosta de mim, de Rossini Pinto, de seu disco Cinema Guarany, entrou para a trilha sonora do filme Qualquer gato vira-lata, do diretor Tomás Portela. O longa brasileiro é baseado na peça de Juca de Oliveira Qualquer gato vira-lata tem a vida sexual melhor que a sua.[carece de fontes?]
Atualmente reside na cidade do Rio de Janeiro.

## Discografia
- Eliana Printes (1994)
- Eliana Printes (1996)
- O Próximo Beijo (1998)
- Pra Lua Tocar (2000)
- Pra Você me Ouvir (2003)
- Mais Perto de Mim (2007)
- Cinema Guarany (2011)
- Tudo em Movimento (2013)